# 石黒武雄
石黒 武雄（いしぐろ たけお、1903年8月5日 - 2004年10月9日）は、日本の経営者、薬学博士。第一製薬社長を務めた。

## 来歴・人物
新潟県出身。1929年に東京帝国大学薬学部を卒業し、1936年に学位を取得。1937年に東京大学助教授を経て、1941年4月から1959年11月までに京都大学教授を務めた。1959年11月に第一製薬常務に就任し、1961年に専務を経て、1963年5月に社長に就任。1976年6月から1981年6月までに会長を務めた。
2004年10月9日心不全で死去。101歳没。

### 受章歴
出典
- 日本薬学会学術賞 - 1960年4月
- 勲三等旭日中綬章 - 1974年11月
- 勲二等瑞宝章 - 1985年4月